# Mbaye Jacques Ndiaye
Mbaye Jacques Ndiaye (ur. 10 października 2003 w Rufisque) – senegalski piłkarz występujący na pozycji napastnika w Motorze Lublin.

## Kariera piłkarska
W sezonie 2022/2023 jako zawodnik Teungueth FC z dorobkiem dziewięciu bramek i czterech asyst został wybrany najlepszym młodzieżowcem ligi senegalskiej, a także wybrany do najlepszej jedenastki sezonu. W pierwszej rundzie sezonu 2023/2024 zdobył osiem goli i zanotował cztery asysty. W 2024 wraz z drużyną Teungueth FC zdobył tytuł mistrza Senegalu.
W styczniu 2024 został zawodnikiem Motoru Lublin, podpisując kontrakt do czerwca 2026 z opcją przedłużenia o kolejne dwa lata. W barwach Motoru zadebiutował w wyjazdowym, przegranym 0:2 meczu z GKS-em Katowice. Swoją pierwszą bramkę dla lubelskiego zespołu zdobył 10 maja 2024 w spotkaniu ze Zniczem Pruszków strzałem z około 50 metrów. 2 czerwca 2024 w wyjazdowym, finałowym meczu barażowym przeciwko Arce Gdynia, w trzeciej minucie doliczonego czasy gry zdobył bramkę, która zdecydowała o awansie Motoru do ekstraklasy po 32 latach.

## Sukcesy

### Teungueth FC
- Mistrzostwo Senegalu: 2023/2024